# Klara Thormalm
Klara Thormalm (29 marzo 1998) è una nuotatrice svedese, specializzata nello stile rana.

## Biografia
Ha fatto parte della spedizione svedese agli europei di Budapest 2020, svoltisi alla Duna Aréna nel maggio 2021, in cui si è classificata 15ª nei 50 m rana e 28ª nei 100 m.
Agli europei di Roma 2022 ha raggiunto la semifinale in tutte e tre le distanze della rana e si è piazzata 13ª nei 50 m, 12ª nei 100 m e 15ª nei 200 m.
Ai mondiali in vasca corta di Melbourne 2022 ha vinto la medaglia di bronzo nella staffetta 4x50 metri misti.

## Palmarès
- Mondiali in vasca corta

Melbourne 2022: bronzo nella 4x50m misti.
- Europei in vasca corta

Otopeni 2023: oro nella 4x50m sl e nella 4x50m misti.